# 迷路小瑪

萬金聖誕季虛擬代言人迷路小瑪

迷路小瑪為臺灣屏東縣萬金聖誕季活動的虛擬代言人，由Simon於2013年11月提出。与初夏的東港之櫻绚樱、東津萌米 穗姬、空气少女艾儿并称“屏东四天王”。

## 由來
迷路小瑪誕生於2013年，推手是前屏東科技大學溫羿漫研社社長Simon。Simon一直想在屏東縣辦動漫活動，覺得萬金聖誕季的氛圍非常適合以動漫呈現，並由屏東科技大學校長古源光介紹給屏東縣政府觀光傳播處，獲得處長鄞鳳蘭的評估後，決定讓年輕人嘗試一番。
Simon表示，他的團隊經過2個星期創意激盪，從《聖經》中東方三博士在天使的告知與伯利恆之星引導下找到在馬槽誕生的耶穌故事汲取靈感，因賢者又被稱為「MAGI」，因而創造出「迷路小瑪」。

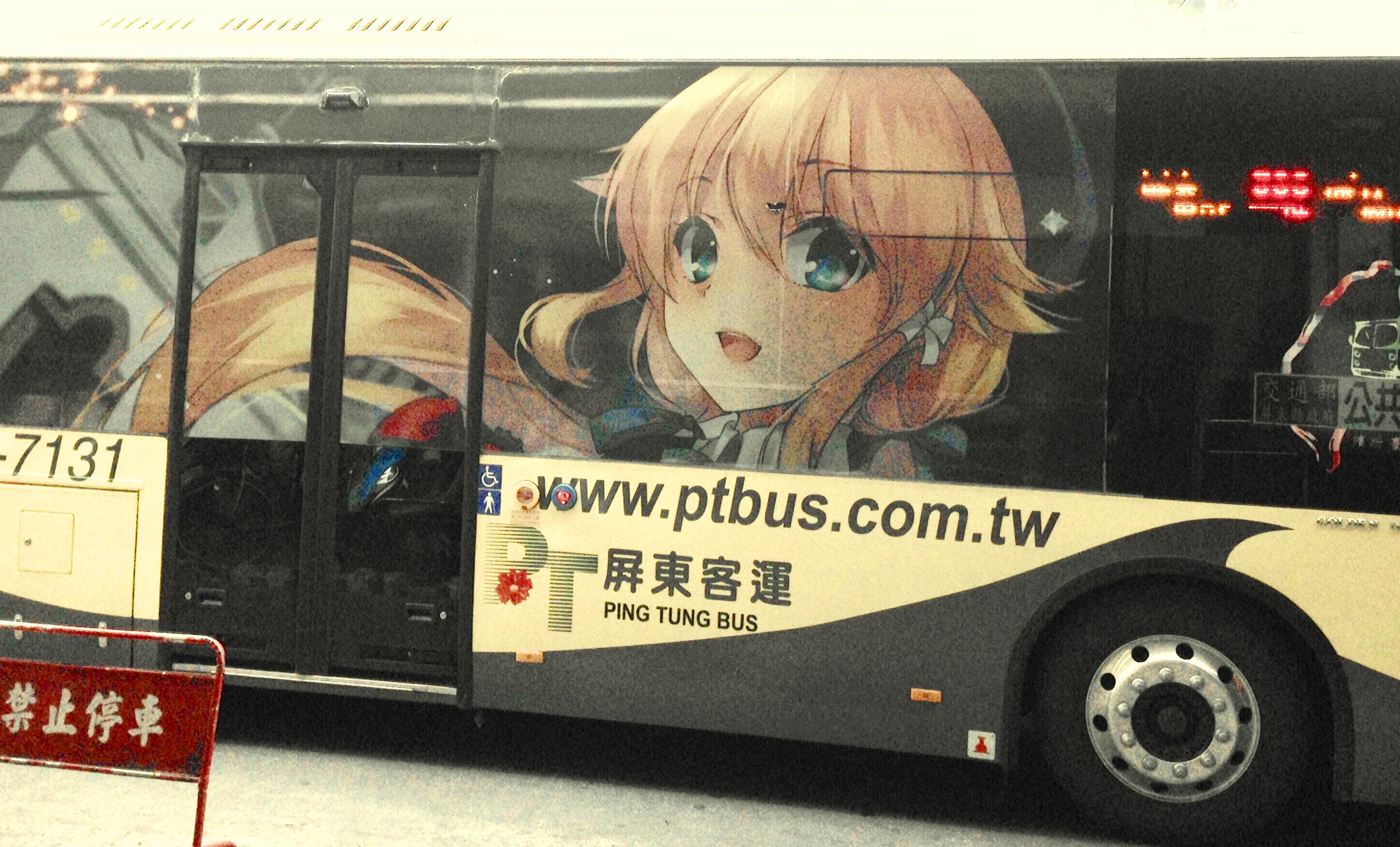
屏東客運上的迷路小瑪，以及背景是萬金聖母聖殿。

## 角色介紹
小瑪的全名叫做瑪姬，名稱來自東方三博士（MAGI）。
- 瑪姬（小瑪、Magi）

血型：O型
生日：12月8日
星座：射手座
身高：148cm
體重：39kg
喜歡：吾拉魯茲咖啡
討厭：心思邪惡的人

小瑪於2014年萬金聖誕季的官方畫像，衣著與2013年有所差異。

- 由於原設掛於肩上的圍巾原先是以聖帶為設計原型，但因為聖帶為男性神職員專用故改為普通圍巾；次年更修改了造型。

## 活動

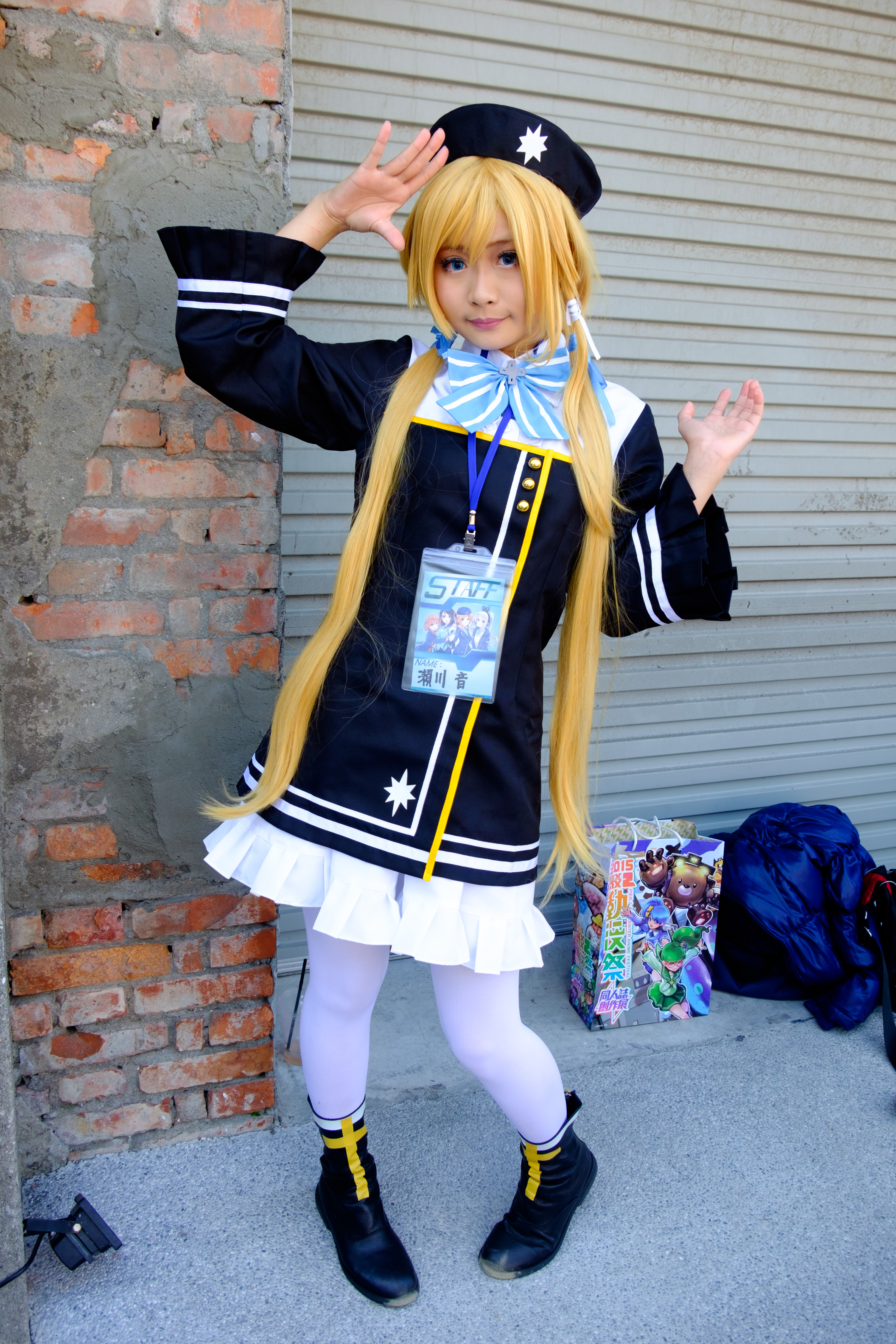
2015年駁二動漫季的迷路小瑪扮演者。

2014萬金聖誕季的「尋找小瑪集章樂」活動，分別在萬金聖母聖殿、吾拉魯滋部落、五溝水聚落、天使街區設立小瑪立牌，加上豬腳街、沿山休閒農業區共六個地點設置戳章，並於聖誕季期間舉行Cosplay主題派對。

## 出版書籍

### 輕小說
作者值言，插畫黑蛛白蛛，漫畫曾豐麟。
| 集數 | 標題            | 東立出版社    | 東立出版社             |
| 集數 | 標題            | 發售日期      | ISBN                   |
| ---- | --------------- | ------------- | ---------------------- |
| 1    | 迷路小瑪在萬金1 | 2016年8月17日 | ISBN 978-986-470-719-5 |
| 2    | 迷路小瑪在萬金2 | 2017年7月31日 | ISBN 978-986-486-484-3 |

## 外部連結
- 萬金變裝趴 迷路小瑪又來了 （页面存档备份，存于）
- 迷路小瑪在萬金的Facebook專頁
- 萌咩誌 《萬金小瑪》冬季限定的台灣專屬二次元偶像！
- 5位台灣土生土長的超萌二次元美女 （页面存档备份，存于）
- Cosplay主題派對 萬金湧現動漫迷 （页面存档备份，存于）